# Ingenieros (Tranvía de Tenerife)
Ingenieros es el nombre de una de las paradas de la línea 2 del Tranvía de Tenerife. Se encuentra en la Carretera La Cuesta-Taco, en San Cristóbal de La Laguna, cerca del polígono industrial Ingenieros, del cual toma su nombre. 
Se inauguró el 30 de mayo de 2009, cuando entró en servicio la línea.

### Guaguas

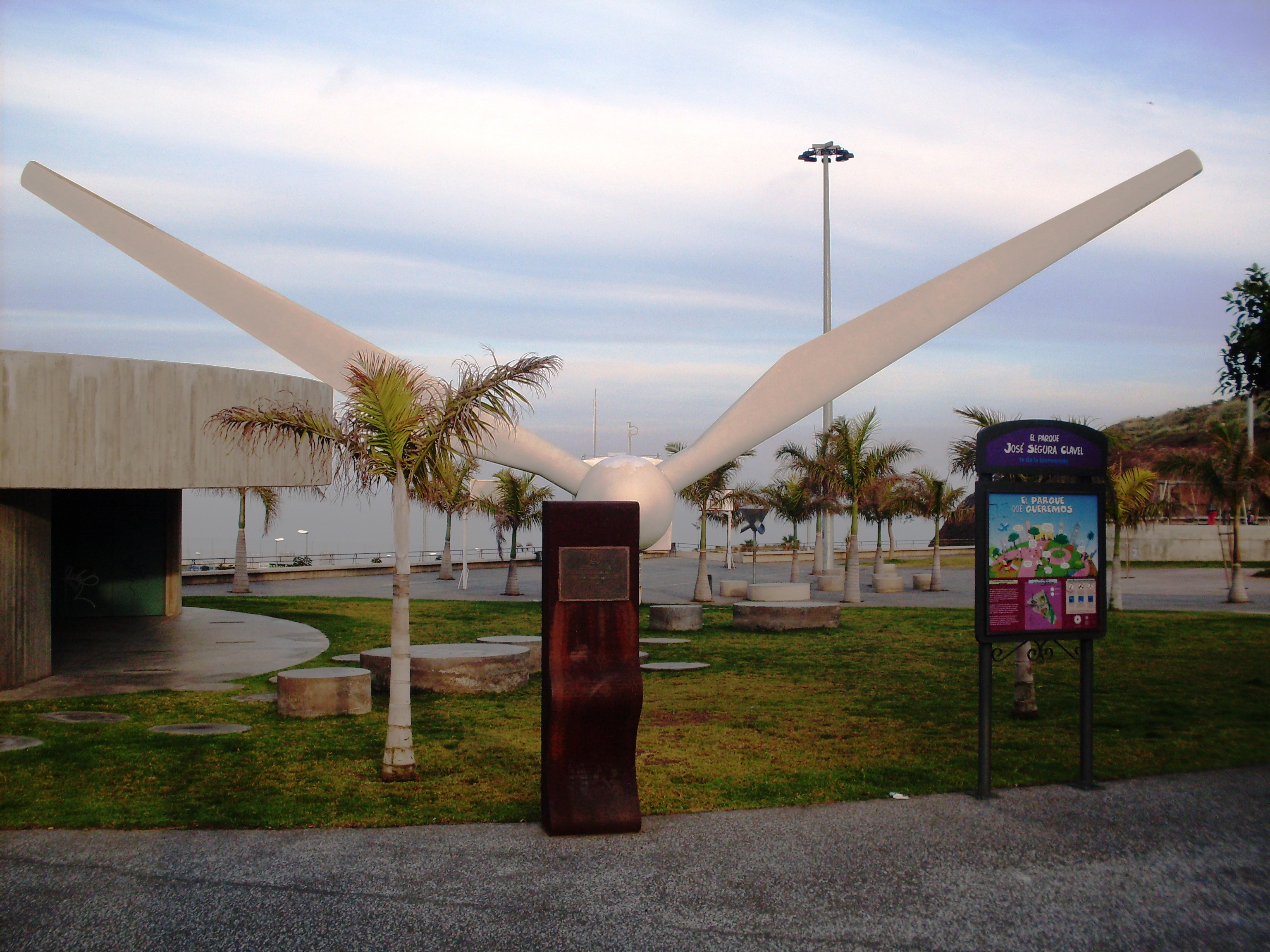
Parque José Segura Clavell situado justo enfrente a la parada del tranvía.

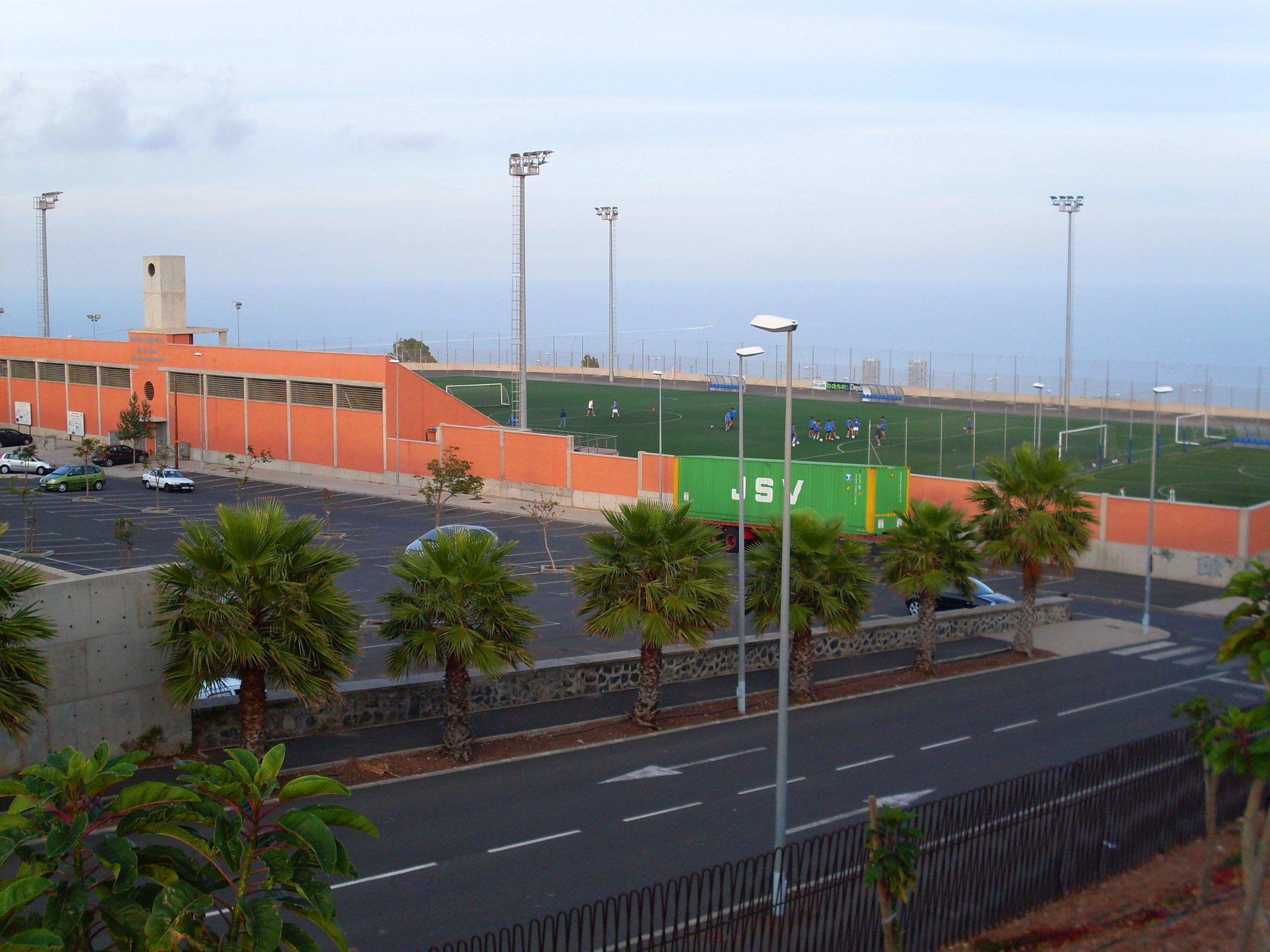
Campo municipal de fútbol Sebastián Hernández Brito

## Accesos
- Carretera La Cuesta-Taco, pares
- Carretera La Cuesta-Taco, impares

## Líneas y conexiones

### Tranvía
| Línea | Origen    | Destino |
| ----- | --------- | ------- |
|       | La Cuesta | Tíncer  |

## Lugares próximos de interés
- Polígono industrial Ingenieros
- Zona Militar de La Cuesta (Acuartelamiento de Ingenieros, AALOG 81)
- Parque José Segura Clavell
- Campo municipal de fútbol Sebastián Hernández Brito
- Almacenamiento de agua de consumo humano de Emmasa

- Datos: Q5477672
- Multimedia: Ingenieros (Tranvía de Tenerife) / Q5477672